# 富士山 (さくらももこ)
『富士山』（ふじさん）は、さくらももこが編集長となり、雑誌の形態を模した「ひとり雑誌」として新潮社から刊行された、ムック・シリーズ。2000年中に第4号までが、また、2002年に第5号が刊行された。流通上は雑誌ではなく書籍扱いであり、ISSNではなくISBNが付与されていた。
新潮45別冊のシリーズのひとつとして、さくらを編集長に「雑誌」をつくるという企画に対して、さくら自身が「やるんだったら全部自分でやる」と言い、記事の企画、取材、執筆、漫画、イラスト等のほとんどを手がけて作成された。さくら自身の意向で継続的に刊行されることになり、創刊号と第2号の売上は2000年半ばの時点で合わせて68万部に達したと報じられた。季刊ベースで「最終号」として第4号までを出した後、読者の反響に答える形で第5号が刊行された。
内容は、さくら自身による家族へのインタビューや、知人に見合いをさせるシリーズ、地元である清水の観光名所巡りなど、極めて私的な色彩が濃いものであった。また、著名人がさくら宅を訪れるという記事もあり、例えば、第3号ではビートたけしやいっこく堂がさくら宅を訪問した話などが詳しく掲載されている。当時連載が中断していた『ちびまる子ちゃん』『コジコジ』の新作漫画が掲載されたほか、少女漫画風の読み切り作品『マミちゃんの恋』も掲載された。
さくらが2002年に刊行したエッセイ集『さくらえび』、2003年に刊行したエッセイ集『またたび』は、『富士山』に連載されたエッセイを集めたものである。
- 創刊号（2000年1月）[2]
- 第2号（2000年4月）
- 第3号（2000年7月）
- 第4号（最終号）（2000年10月）
- 第5号（2002年10月）